# Sainte-Marie-de-Ré
Sainte-Marie-de-Ré és un municipi francès situat al departament del Charente Marítim i a la regió de la Nova Aquitània. L'any 2007 tenia 3.082 habitants.

## Demografia

### Població
El 2007 la població de fet de Sainte-Marie-de-Ré era de 3.082 persones. Hi havia 1.268 famílies de les quals 292 eren unipersonals (108 homes vivint sols i 184 dones vivint soles), 508 parelles sense fills, 384 parelles amb fills i 84 famílies monoparentals amb fills.
La població ha evolucionat segons el següent gràfic:
Habitants censats

### Habitatges
El 2007 hi havia 2.927 habitatges, 1.300 eren l'habitatge principal de la família, 1.560 eren segones residències i 67 estaven desocupats. 2.746 eren cases i 109 eren apartaments. Dels 1.300 habitatges principals, 960 estaven ocupats pels seus propietaris, 305 estaven llogats i ocupats pels llogaters i 35 estaven cedits a títol gratuït; 11 tenien una cambra, 46 en tenien dues, 238 en tenien tres, 398 en tenien quatre i 607 en tenien cinc o més. 1.011 habitatges disposaven pel capbaix d'una plaça de pàrquing. A 572 habitatges hi havia un automòbil i a 628 n'hi havia dos o més.

### Piràmide de població
La piràmide de població per edats i sexe el 2009 era:
| Homes | Edats   | Dones |
| ----- | ------- | ----- |
| 0     | 95 o +  | 20    |
| 16    | 90 a 94 | 20    |
| 8     | 85 a 89 | 24    |
| 0     | 80 a 84 | 20    |
| 48    | 75 a 79 | 52    |
| 84    | 70 a 74 | 104   |
| 84    | 65 a 69 | 80    |
| 76    | 60 a 64 | 84    |
| 52    | 55 a 59 | 56    |
| 72    | 50 a 54 | 84    |
| 92    | 45 a 49 | 92    |
| 116   | 40 a 44 | 116   |
| 92    | 35 a 39 | 128   |
| 92    | 30 a 34 | 84    |
| 44    | 25 a 29 | 64    |
| 60    | 20 a 24 | 52    |
| 76    | 15 a 19 | 76    |
| 68    | 10 a 14 | 84    |
| 84    | 5 a 9   | 104   |
| 80    | 0 a 4   | 60    |

## Economia
El 2007 la població en edat de treballar era de 1.871 persones, 1.302 eren actives i 569 eren inactives. De les 1.302 persones actives 1.181 estaven ocupades (611 homes i 570 dones) i 121 estaven aturades (52 homes i 69 dones). De les 569 persones inactives 294 estaven jubilades, 136 estaven estudiant i 139 estaven classificades com a «altres inactius».

### Ingressos
El 2009 a Sainte-Marie-de-Ré hi havia 1.418 unitats fiscals que integraven 3.360 persones, la mediana anual d'ingressos fiscals per persona era de 21.148 €.

### Activitats econòmiques
Dels 217 establiments que hi havia el 2007, 2 eren d'empreses extractives, 4 d'empreses alimentàries, 1 d'una empresa de fabricació de material elèctric, 1 d'una empresa de fabricació d'elements pel transport, 6 d'empreses de fabricació d'altres productes industrials, 44 d'empreses de construcció, 33 d'empreses de comerç i reparació d'automòbils, 4 d'empreses de transport, 15 d'empreses d'hostatgeria i restauració, 5 d'empreses d'informació i comunicació, 5 d'empreses financeres, 31 d'empreses immobiliàries, 40 d'empreses de serveis, 11 d'entitats de l'administració pública i 15 d'empreses classificades com a «altres activitats de serveis».
Dels 64 establiments de servei als particulars que hi havia el 2009, 1 era una oficina de correu, 1 funerària, 2 tallers de reparació d'automòbils i de material agrícola, 16 paletes, 2 guixaires pintors, 7 fusteries, 6 lampisteries, 6 electricistes, 2 empreses de construcció, 3 perruqueries, 5 restaurants, 11 agències immobiliàries, 1 tintoreria i 1 saló de bellesa.
Dels 11 establiments comercials que hi havia el 2009, 1 era una gran superfície de material de bricolatge, 1 una botiga de més de 120 m², 2 fleques, 1 una carnisseria, 1 una peixateria, 1 una botiga de roba, 1 una botiga d'equipament de la llar, 1 un drogueria i 2 floristeries.
L'any 2000 a Sainte-Marie-de-Ré hi havia 48 explotacions agrícoles que ocupaven un total de 273 hectàrees.

## Equipaments sanitaris i escolars
L'únic equipament sanitari que hi havia el 2009 era una farmàcia.
El 2009 hi havia 1 escola maternal i 1 escola elemental.

## Poblacions més properes
El següent diagrama mostra les poblacions més properes.